# Enzo Tchato
Enzo Tchato (Montpellier, 23 de noviembre de 2002) es un futbolista francés, nacionalizado camerunés, que juega en la demarcación de defensa para el Montpellier H. S. C. de la Ligue 2.

## Selección nacional
Tras jugar con la selección de fútbol sub-20 de Camerún, finalmente el 10 de junio de 2023 hizo su debut con la selección absoluta en un encuentro contra México que finalizó con un resultado de empate a dos tras los goles de Israel Reyes y Kevin Álvarez para México, y de Bryan Mbeumo y Karl Toko Ekambi para Camerún.

## Clubes
| Club                    | País    | Año       | Partidos | Goles |
| ----------------------- | ------- | --------- | -------- | ----- |
| Montpellier H. S. C. II | Francia | 2019-2024 | 37       | 1     |
| Montpellier H. S. C.    | Francia | 2022-     | 67       | 1     |